# Edmund Dickinson

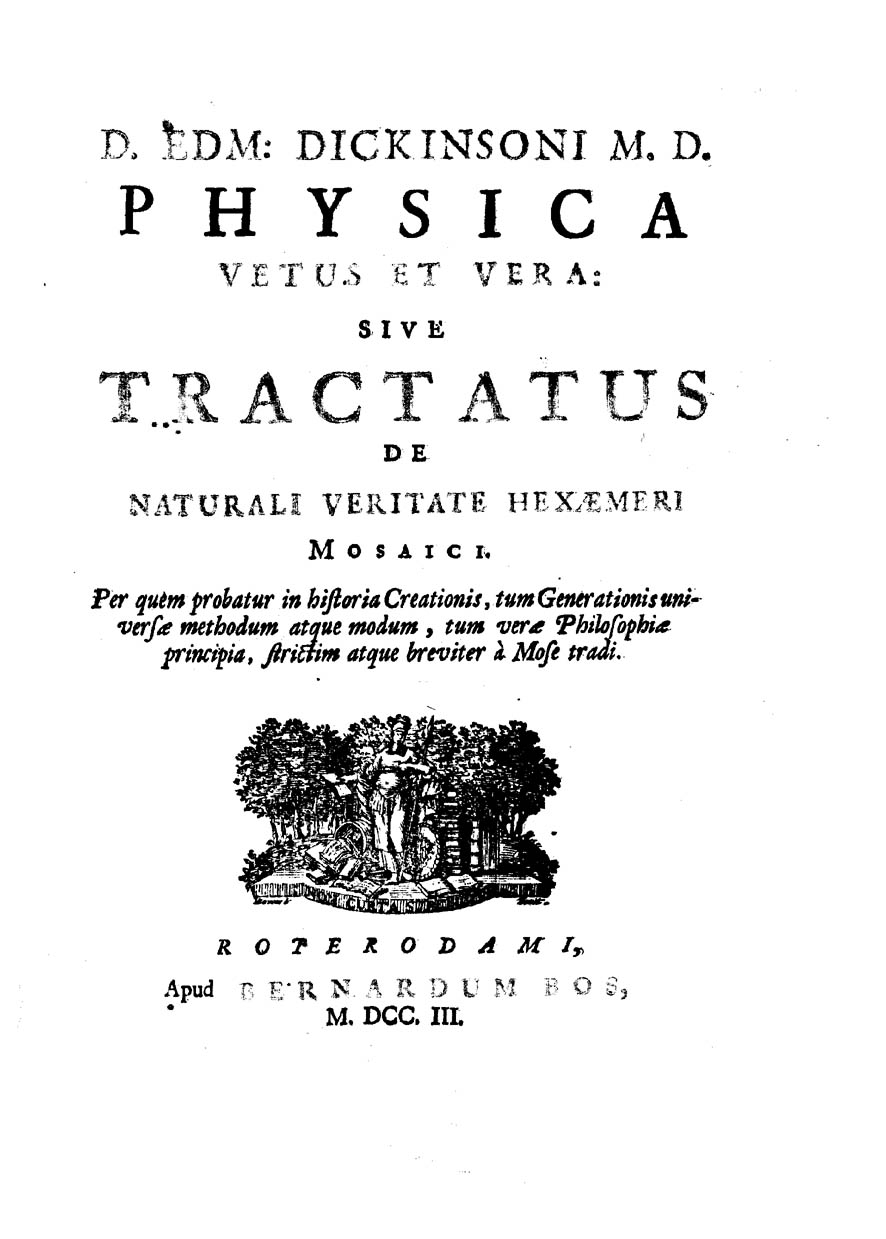
Physica vetus et vera, sive Tractatus de naturali veritate hexaemeri mosaici, 1703

Edmund Dickinson (o Dickenson) (26 settembre 1624 – 1707) è stato un medico e alchimista inglese di filosofia sincretista.

## Biografia
Era figlio del reverendo William Dickinson e di sua moglie Mary Colepepper. Studiò all'Eton College e poi dal 1642 al Merton College, conseguendo la laurea il 22 giugno 1647, e la laurea magistrale il 27 novembre 1649, nonché la laurea in medicina il 3 luglio 1656.
Sostenne di aver conosciuto in questo periodo Theodore Mundanus, un alchimista, interessandosi quindi alla chimica; pubblico un'opera di alchimia. John Evelyn lo considerava uno dei "virtuosi" che poi fondarono la Royal Society.
Praticò medicina per vent'anni e per alcuni anni tenne lezioni di Linacre, succedendo a Richard Lydall.  Fu eletto corrispondente del Royal College of Physicians nel 1664 ma ne diventò membro solo nel 1677. Nel 1684 si trasferì a Londra; curò  Henry Bennet, I conte di Arlington e poi il re Carlo II d'Inghilterra (dal 1677) – nei cui laboratori conduceva esperimenti chimici – e il re Giacomo II d'Inghilterra (fino al 1688).

## Opere
- (LA) Physica vetus et vera, sive Tractatus de naturali veritate hexaemeri mosaici, Rotterdam, Bernard Bosc, 1703.